# Atari Cosmos
Atari Cosmos – niewydany produkt firmy Atari na rynek podręcznych i przenośnych elektronicznych systemów gier, w którym do poprawy jakości wyświetlania wykorzystuje się holografię. Produkt jest podobny do wielu innych przenośnych systemów gier z tamtych czasów, ale aby uzyskać efekt 3D na diody LED nałożono dwuwarstwowy obraz holograficzny. System nigdy nie został wydany, a obecnie jest bardzo cennym przedmiotem kolekcjonerskim. Aktualnie istnieje 6 egzemplarzy systemu, z czego tylko trzy są w pełni sprawne. 

## Historia

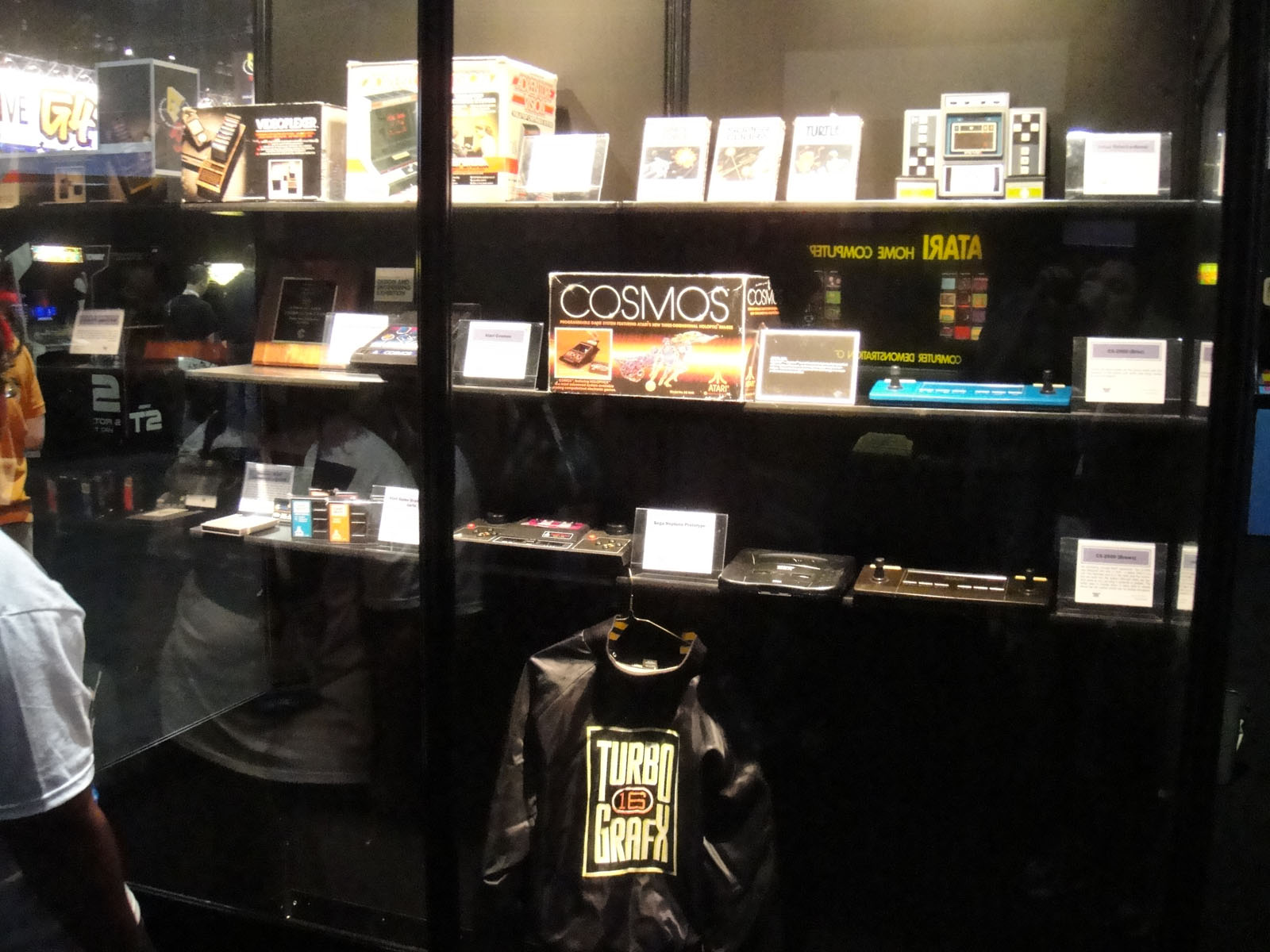
Atari Cosmos na wystawie na E3 w 2011 roku

Prace nad tym systemem rozpoczęły się w 1978 roku. Na potrzeby tego systemu firma Atari zakupiła większość praw do przedmiotów używających holografii. Cosmos miał posiadać dziewięć gier których akcja rozgrywać się miała w kosmosie. 
W maju 1981 roku firma Atari ogłosiła, że urządzenie jest gotowe do wypuszczenia na rynek, ale nie podała żadnej konkretnej daty. Cena detaliczna konsoli miała wynosić 100 dolarów, a dziewięć kartridży z grami, wśród nich popularne Asteroids i Space Invaders, miało być sprzedawanych po 10 dolarów za sztukę. W przedpremierowych recenzjach konsoli pojawiały się zarzuty, że hologramy w rzeczywistości nie zwiększają możliwości gry i służą jedynie jako tło. Atari przyznało, że to prawda, ale broniło się twierdząc, że skoro Cosmos był pierwszym tego typu urządzeniem, to takie błahostki można było pominąć.
Atari udało się zdobyć 8000 zamówień przedpremierowych. Istnieje dziennik inżynieryjny, z którego wynikało, że miała zostać wyprodukowana seria 250 sztuk. Jednak pod koniec 1981 roku Atari wycofało się z produkcji.

## Gry
- Asteroids
- Basketball
- Dodge 'Em
- Football
- Outlaw
- Road Runner
- Sea Battle
- Space Invaders
- Superman